# Ericeia pertendens
Ericeia pertendens är en fjärilsart som beskrevs av Walker 1858. Ericeia pertendens ingår i släktet Ericeia och familjen nattflyn. Inga underarter finns listade i Catalogue of Life.

## Bildgalleri

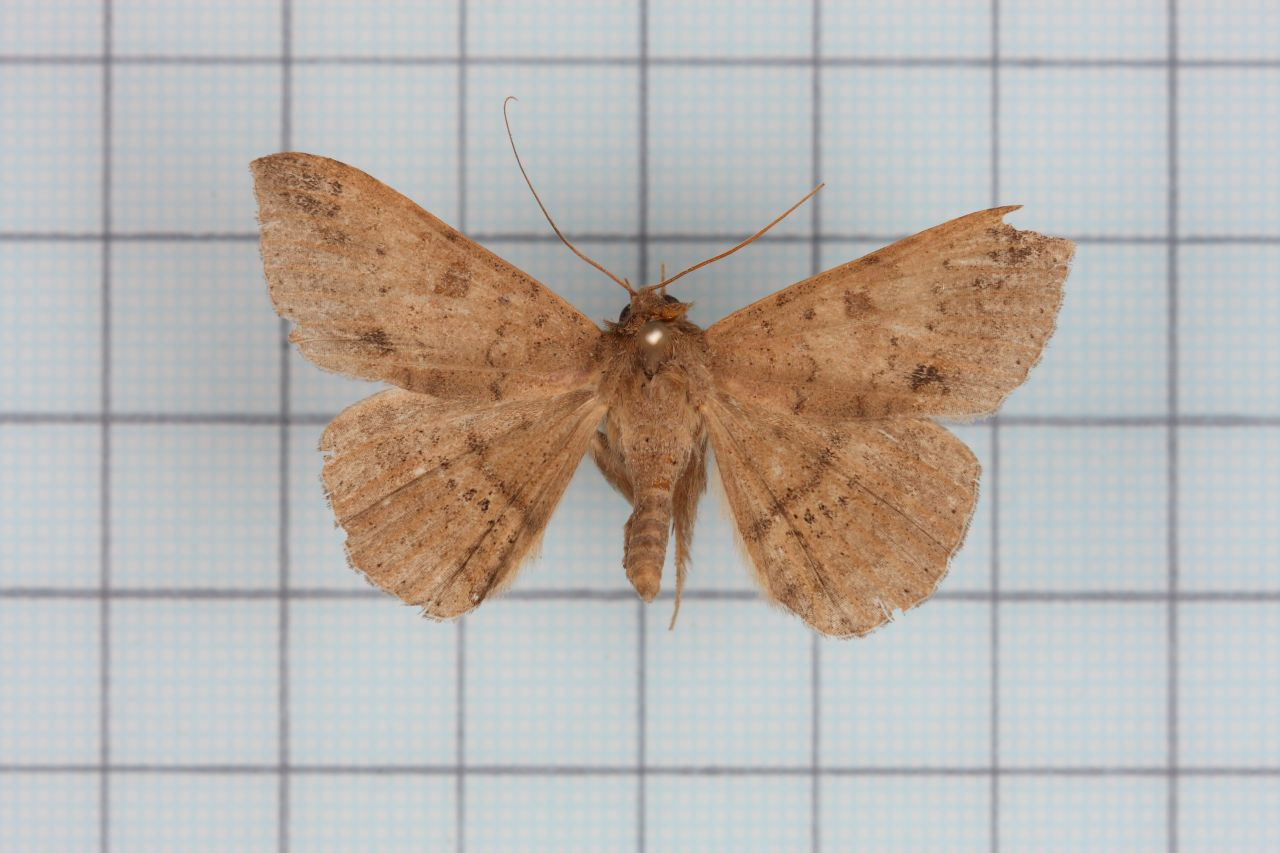
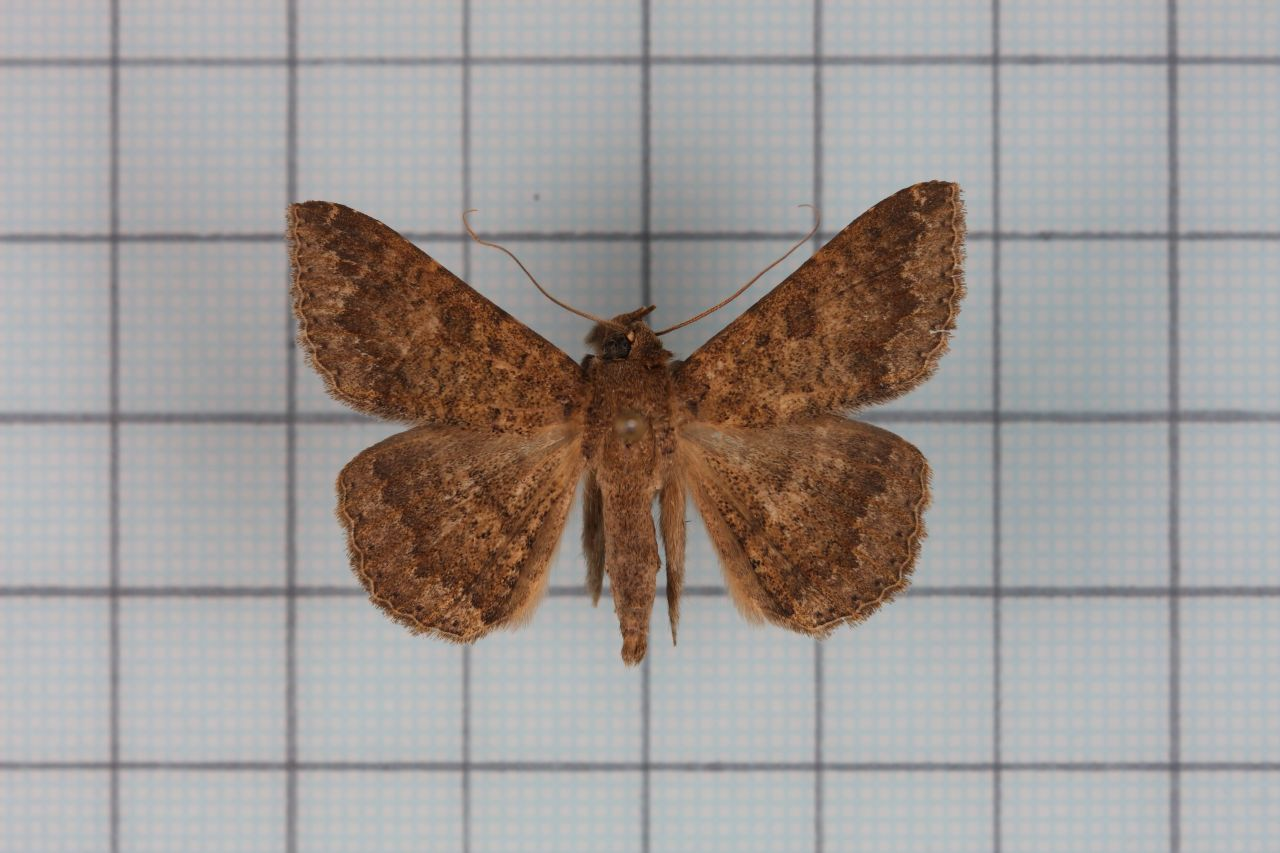